# Dalheimer Hof

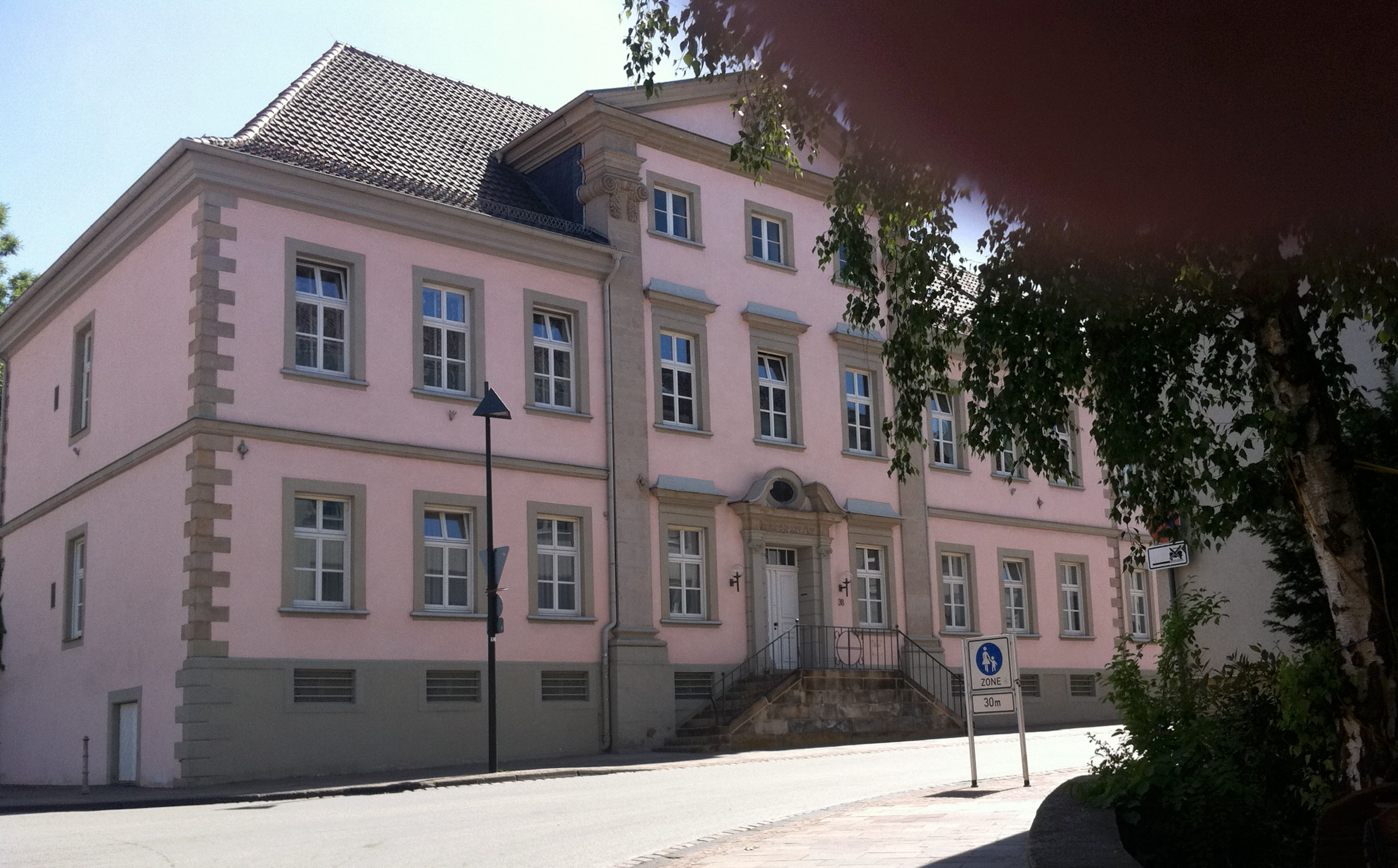
Paderborn, Dalheimer Hof

Der Dalheimer Hof ist der ehemalige Stadthof des Augustiner-Chorherrenstifts Dalheim in Paderborn, seit 1829 dient er als Erzbischöfliches Palais des Erzbistums Paderborn.
Errichtet wurde der Bau einer zeitgenössischen Quelle zufolge 1717 in dreijähriger Bauzeit von Johann Conrad Schlaun: „1717 hatt Herr Schlun für den Abriß [=Aufriß] oder Grundriß des Cottmannischen angekauften Hauses bekommen 2 Reichsthaler 24 Groschen, item für den neuen 8 Reichsthaler, item für dreijählige Absicht [=Aufsicht] des gantzen Bauwesens daselbsten gefordert 100 Reichsthaler, ad computum bekommen 21 Reichsthaler.“ Auftraggeber des Projekts war der Dalheimer Prior Bartholdus Schönlau, unter dem gleichzeitig auch ein vollständiger Neubau der Klosteranlage erfolgte. Die stilistische Ähnlichkeit mit dem Dalheimer Hof lässt vermuten, dass Schlaun auch an deren Errichtung beteiligt war.
Zweigeschossiger neunachsiger Bau, dessen drei Mittelachsen als dreigeschossiger, von ionischen Pilastern eingefasster übergiebelter Risalit gestaltet sind. Ein ursprünglich nur eingeschossiger Anbau wurde nachträglich erhöht. Der Giebel enthält das Wappen des Klosters Dalheim mit den Inschriften: sI DeVs nobIsCVM qVIs Contra nos (deutsch: „Wenn Gott mit uns ist, wer ist dann gegen uns?“ Brief des Paulus an die Römer 8,31), sowie qVonIaM aDIVtor et proteCtor faCtVs est nobIs (deutsch: „weil er uns Schutz und Hilfe geworden ist“, nach Psalm 32, 7). Das Chronogramm ergibt in beiden Zeilen jeweils die Jahreszahl 1718.